# Kirche von Husby (Middelfart)

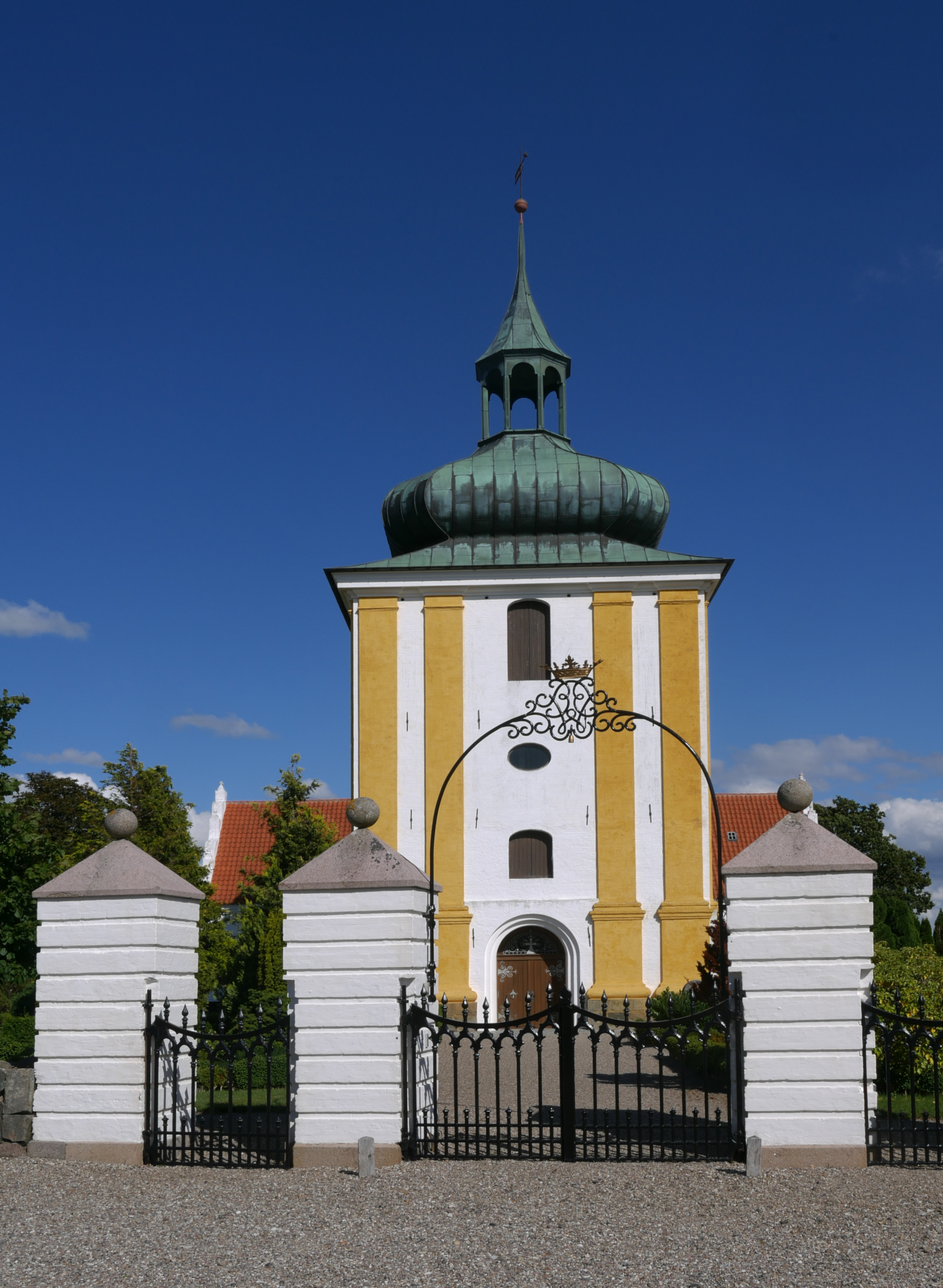
Blick vom Westen auf den Turm

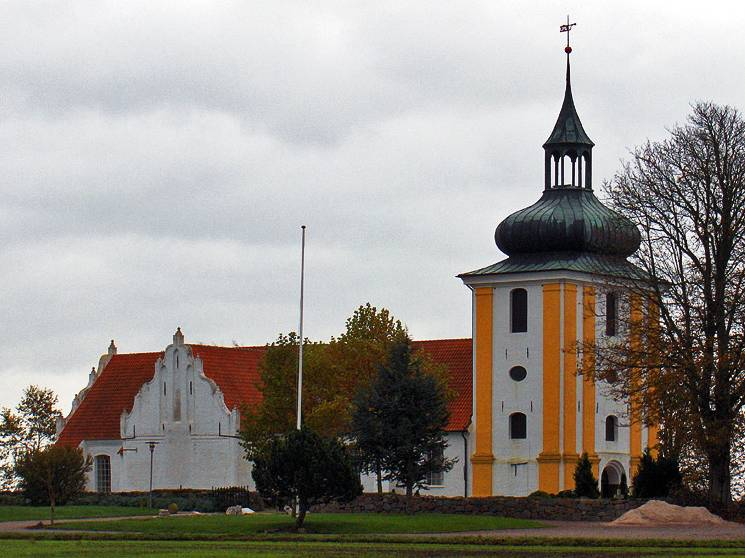
Blick vom Norden

Die Kirche von Husby ist eine romanisch-gotische  Kirche, die dem evangelisch-lutherischen Kirchspiel Husby in der Gemeinde Middelfart, Dänemark, gehört.

## Baugeschichte
Im 13. Jahrhundert wurde eine romanische Kirche mit einem Kirchenschiff, einem eingezogenen  Chor und einer Apsis aus Granitblöcken über einem profilierten Sockel mit Eckköpfen erbaut. 1489 wurden der romanische Chor und die Apsis abgerissen und durch den gotischen, eingewölbten Chor ersetzt, der dieselbe Breite hat wie das Kirchenschiff. Gleichzeitig wurde im Kirchenschiff ein Gewölbe eingezogen. Die Gewölbe wurden direkt nach der Erbauung mit Kalkmalerei, größtenteils Ornamenten, verziert, die teilweise wieder freigelegt ist. Etwa zur gleichen Zeit wurden die beiden Kapellen im Norden und Süden aus Backstein im Klosterformat errichtet, so dass die Kirche einen kreuzförmigen Grundriss erhielt. Der Chor hat eine doppelte Spitzbogenverblendung im Ostgiebel, die Kapellen einfache Verblendungen, die geschwungenen Giebel stammen aus dem 18. Jahrhundert.
Der in der Spätgotik über dem Westgiebel des Schiffes errichtete Turm wurde im 18. Jahrhundert bis zur Höhe des Daches des Kirchenschiffs abgetragen. Danach wurde der heutige Turm am Westgiebel des Schiffes errichtet. Der rechteckige Turm ist mit farblich abgesetzten Pilastern geschmückt und endet oben mit einer Zwiebelkuppel mit Laterne.
2006/7 wurde die Kirche renoviert.

## Geschichte
Die Kirche gehörte zusammen mit den Kirchen von Føns, Ørslev und Udby zum Gut Iversnæs, ab 1666  Wedellsborg, deren Besitzer teilweise in der Kirche beigesetzt wurden. Erst 1990 wurde die Husbyer Kirche als letzte unabhängig vom Gut.

## Ausstattung
Zur Kirchenausstattung gehört ein romanisches Taufbecken aus Granit. An den vier Ecken befinden sich Männerköpfe; die Kuppa ist mit spiralförmigen Ornamenten verziert.
Vor der Reformation hatte die Kirche fünf Altäre. Bei dem jetzigen Altarretabel handelt es sich um eine stark veränderte Fassung des alten Hauptaltars, ursprünglich ein Flügelaltar. Im Mittelschrein ist eine figurenreiche Kreuzigungsdarstellung zu sehen, auf der in mehreren simultanen Szenen das Karfreitagsgeschehen abgebildet ist. Die Schnitzreliefs werden der Werkstatt von Claus Berg zugeordnet. Sie entstanden um 1520. Im 18. Jahrhundert wurde der wandelbare Flügelaltar zu einem feststehenden Schrein im Barockstil umgearbeitet, der mit Akanthusranken umgeben wurde. Die Schnitzfiguren wurden neu angeordnet: In äußeren Feldern stehen elf Apostel und Johannes der Täufer, im Gefach über dem Mittelschrein vier Heilige, Christophorus, ein Priester mit Kelch, der möglicherweise als Evangelist Johannes zu identifizieren ist, der Kirchenvater Hieronymus mit dem Löwen und Georg mit dem Drachen. Reste einer Bemalung der äußeren Flügel haben sich erhalten.
Die Kanzel aus der Zeit um 1800 hat spätgotische Schnitzereien in den großen Feldern.

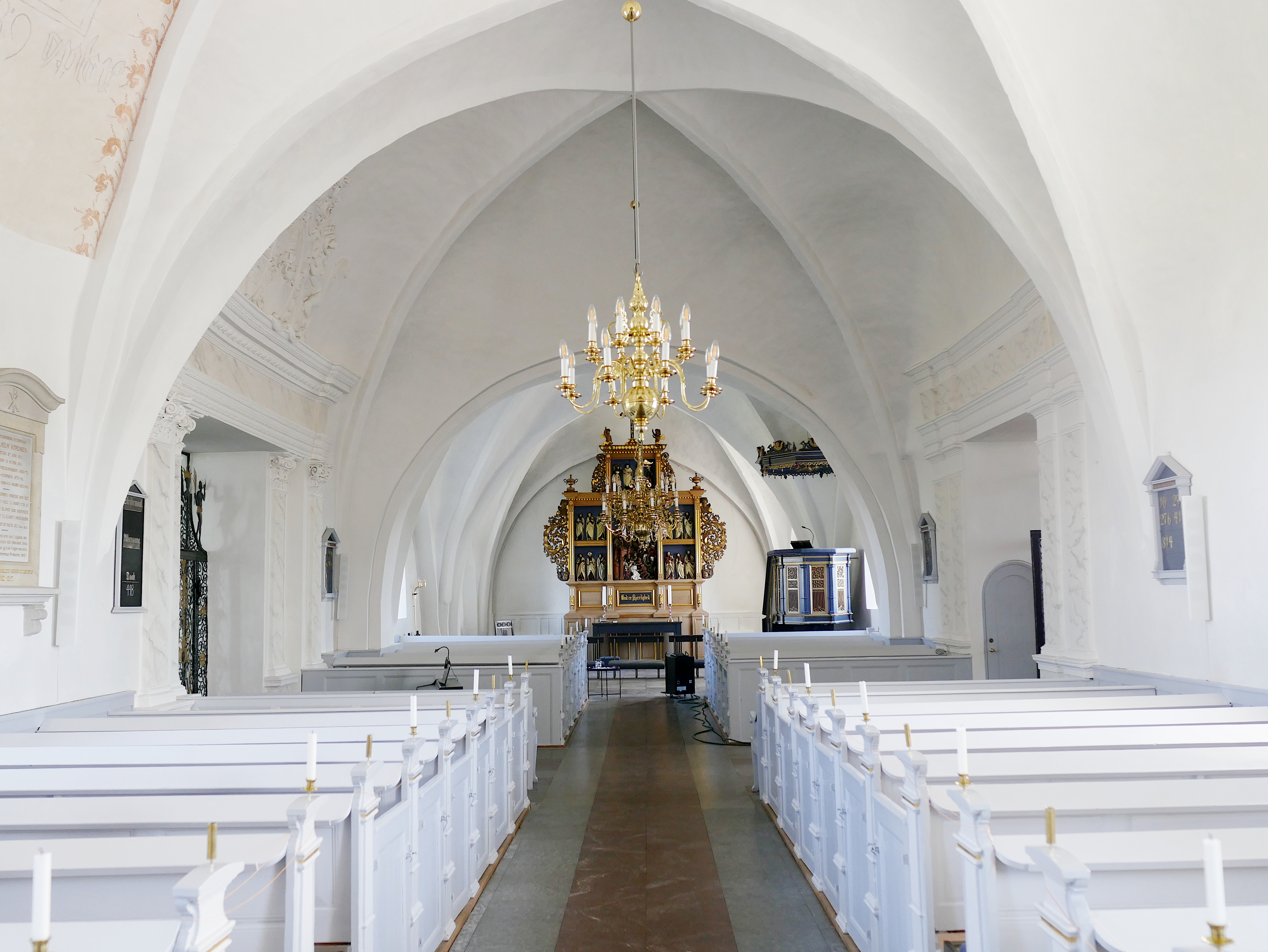
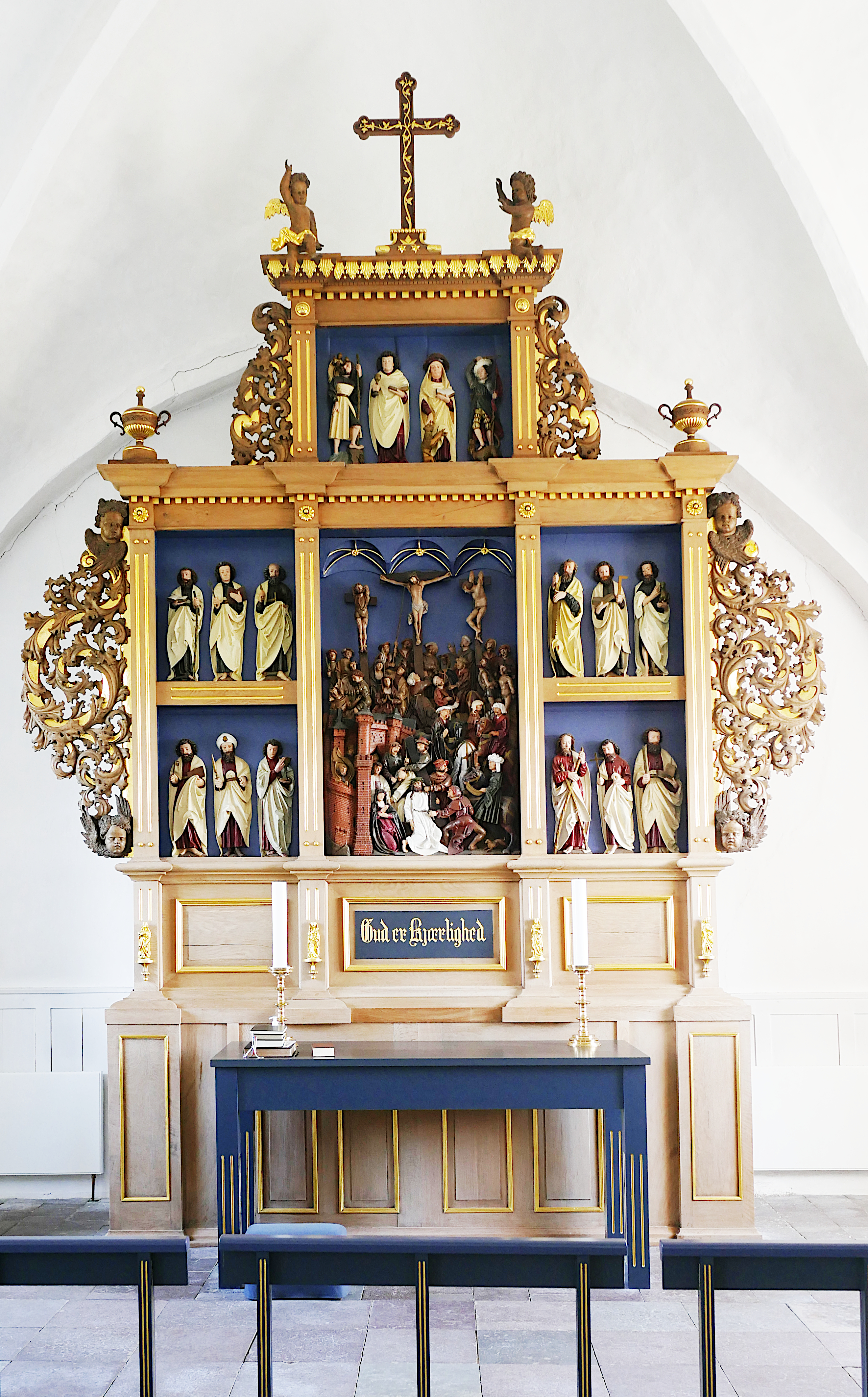
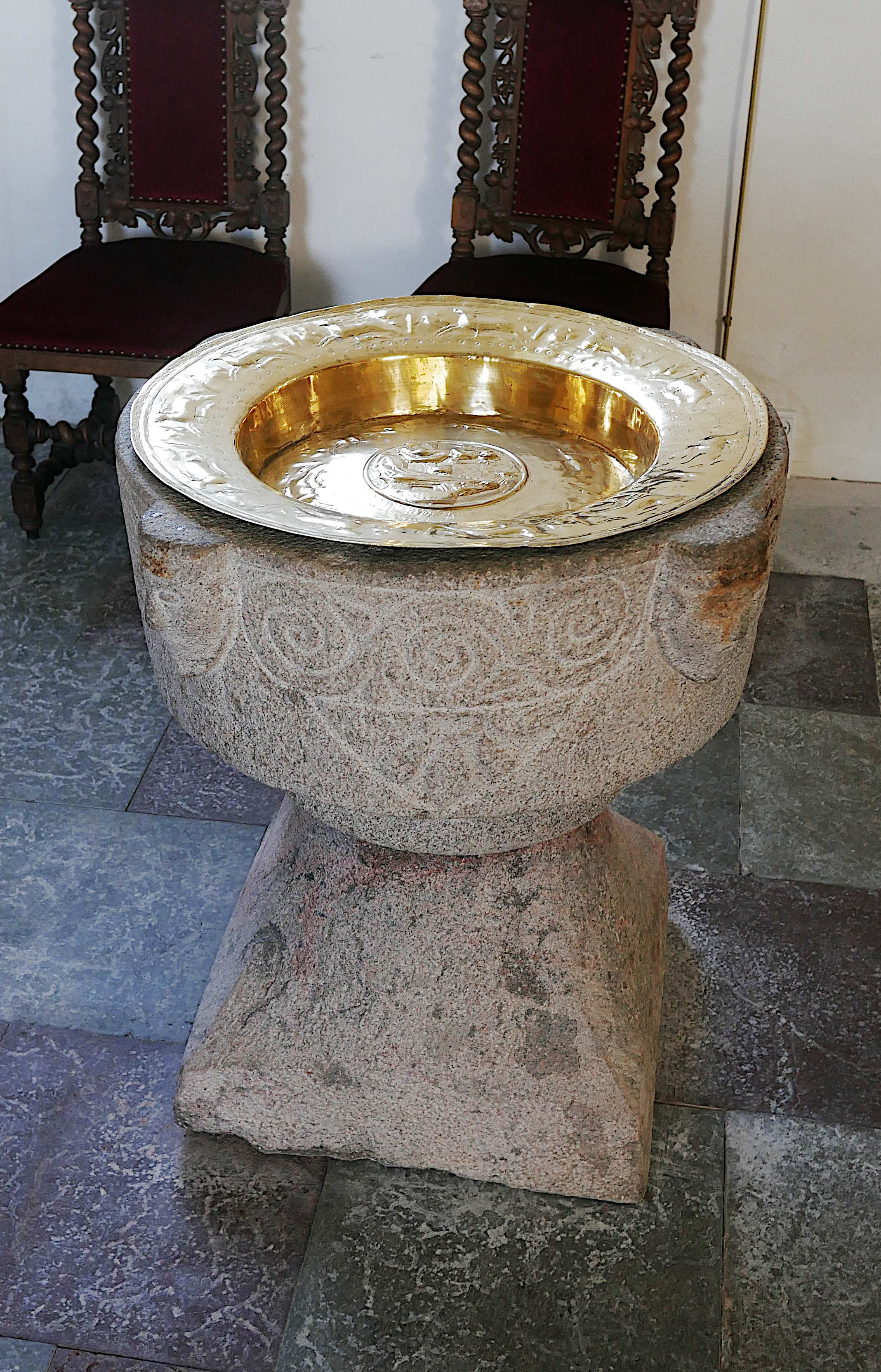
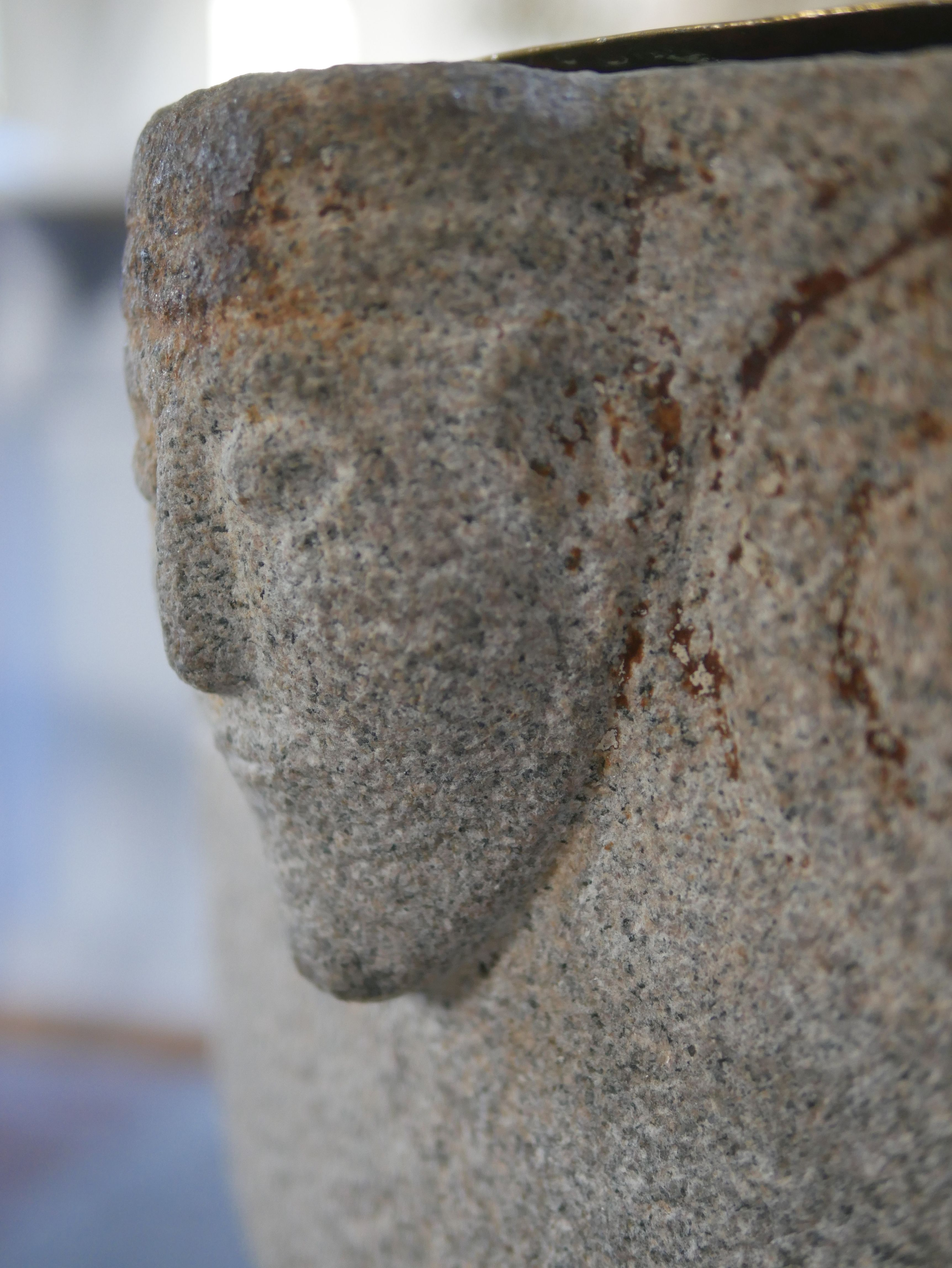
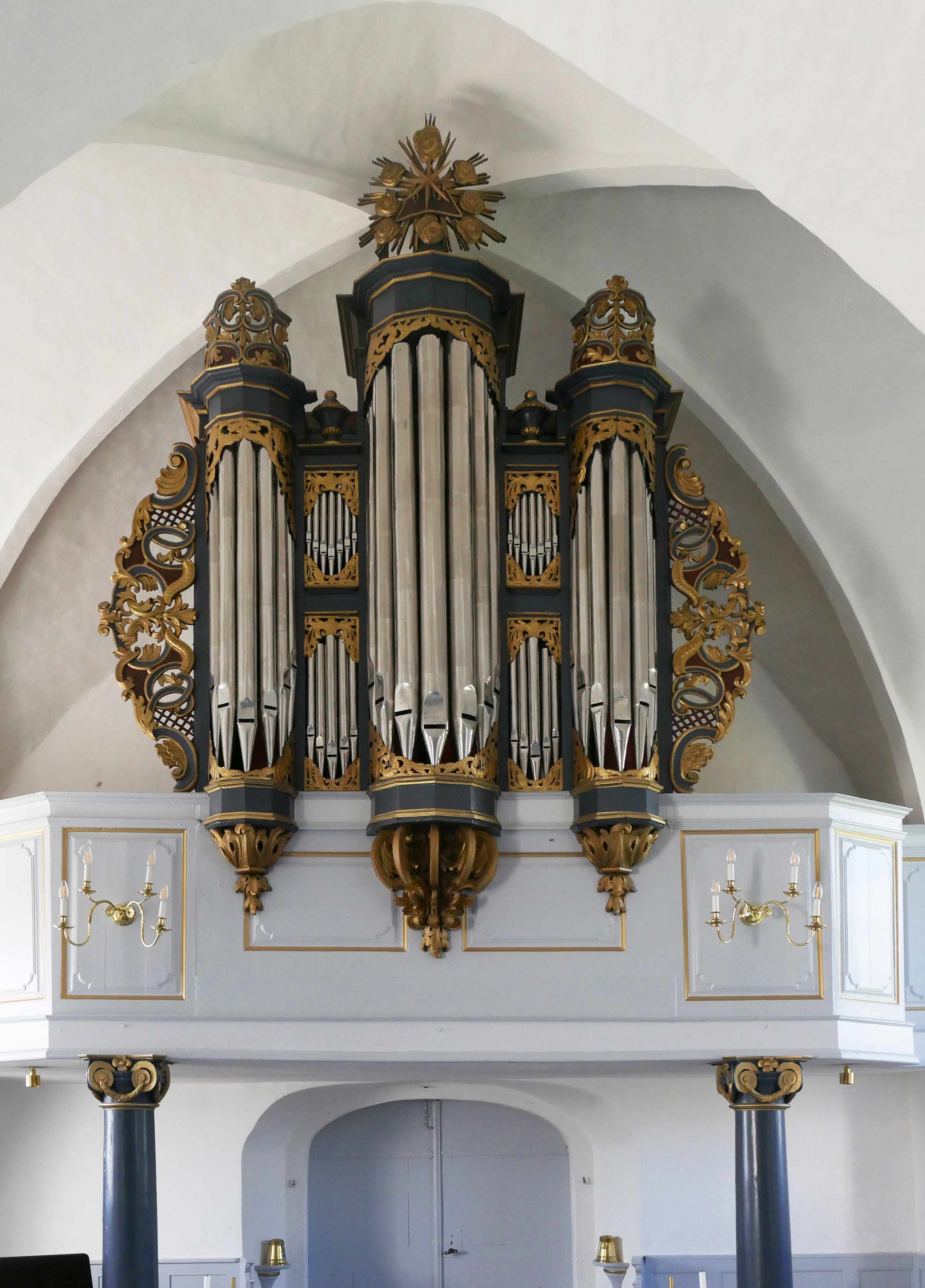

## Seitenkapellen
Etwa in der Mitte des Kirchenschiffs befinden sich links und rechts einander gegenüber zwei fast gleiche schmiedeeiserne barocke Gitter, die das Kirchenschiff von den Anbauten abgrenzen. Der nördliche Anbau war Grabkapelle der Besitzer der Wedellsborg. Im Stuck über dem Eingang der Kapelle ist das Familienwappen angebracht. Dort waren bis 2006 Mitglieder der Familie Wedell beigesetzt, darunter Christian Wedell († 1759), der im 18. Jahrhundert für einen umfassenden Umbau der Kirche verantwortlich war. 2006 wurden die Gräber aus den Seitenkapellen auf den Friedhof umgebettet. In der Südkapelle stehen der Sarkophag von Wilhelm Friderich Güldencrone († 1708) und ein Grabstein von Christoffer Gyldenstierne und Anne Parsberg aus dem 16. Jahrhundert.

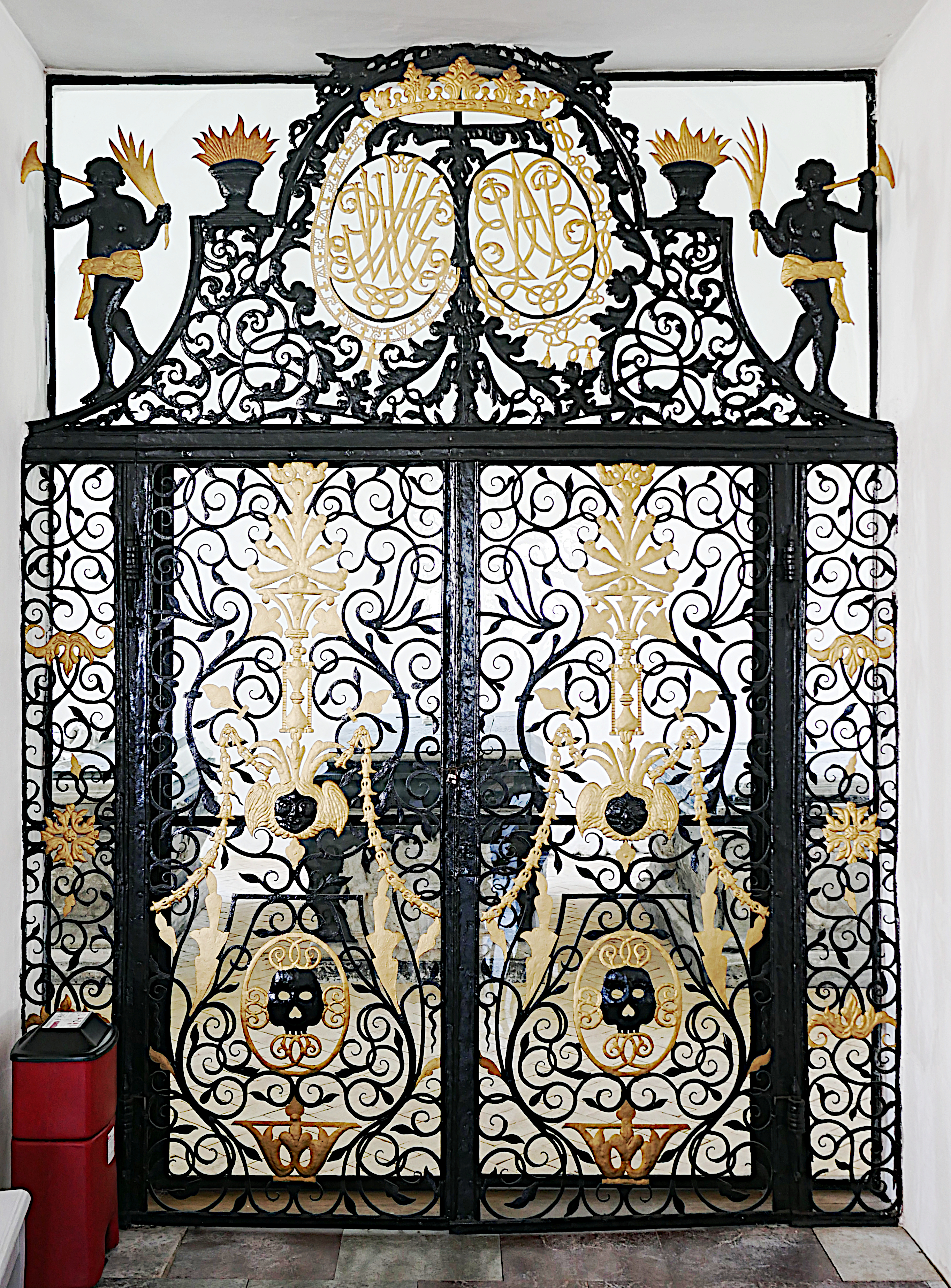
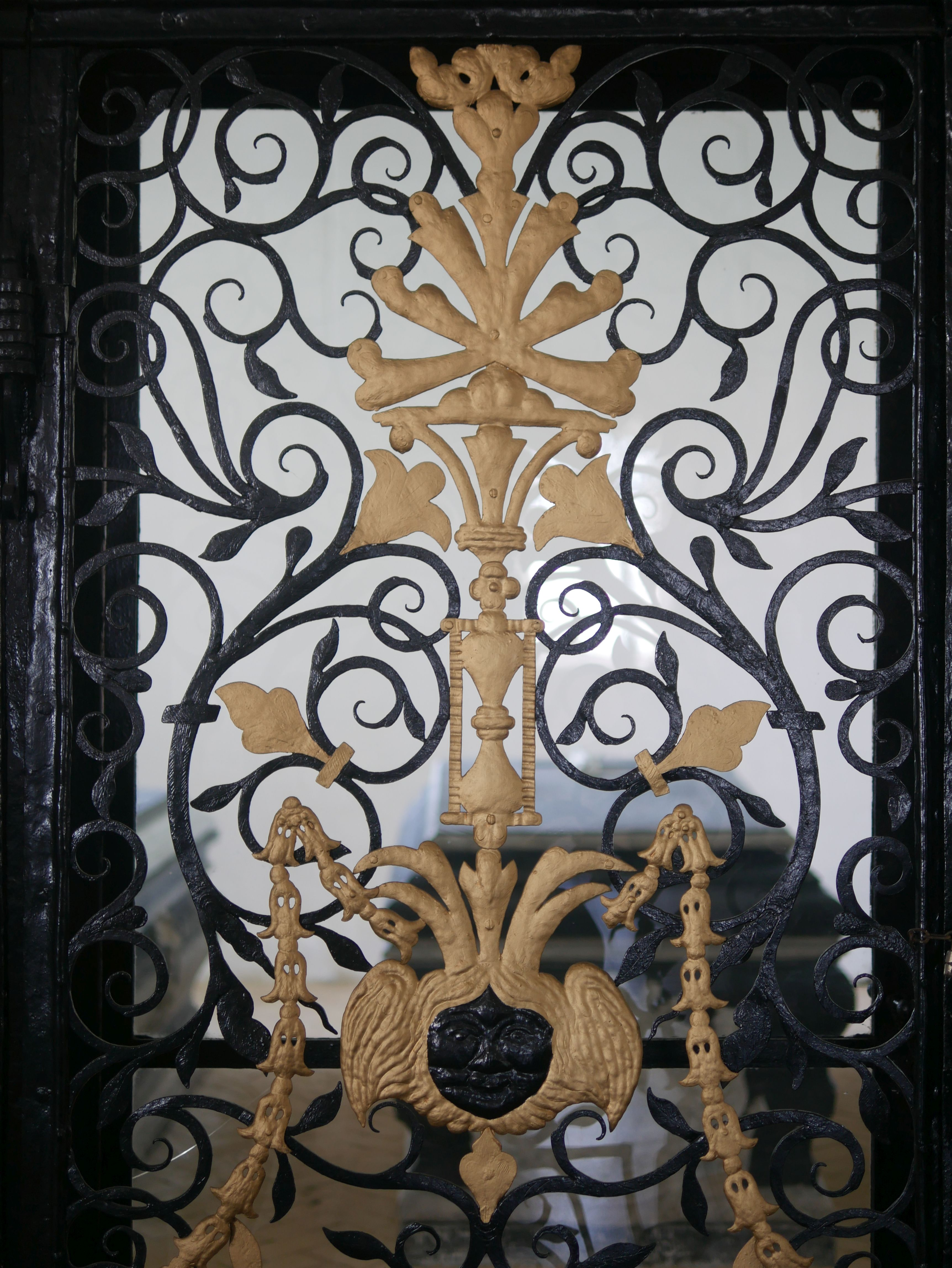
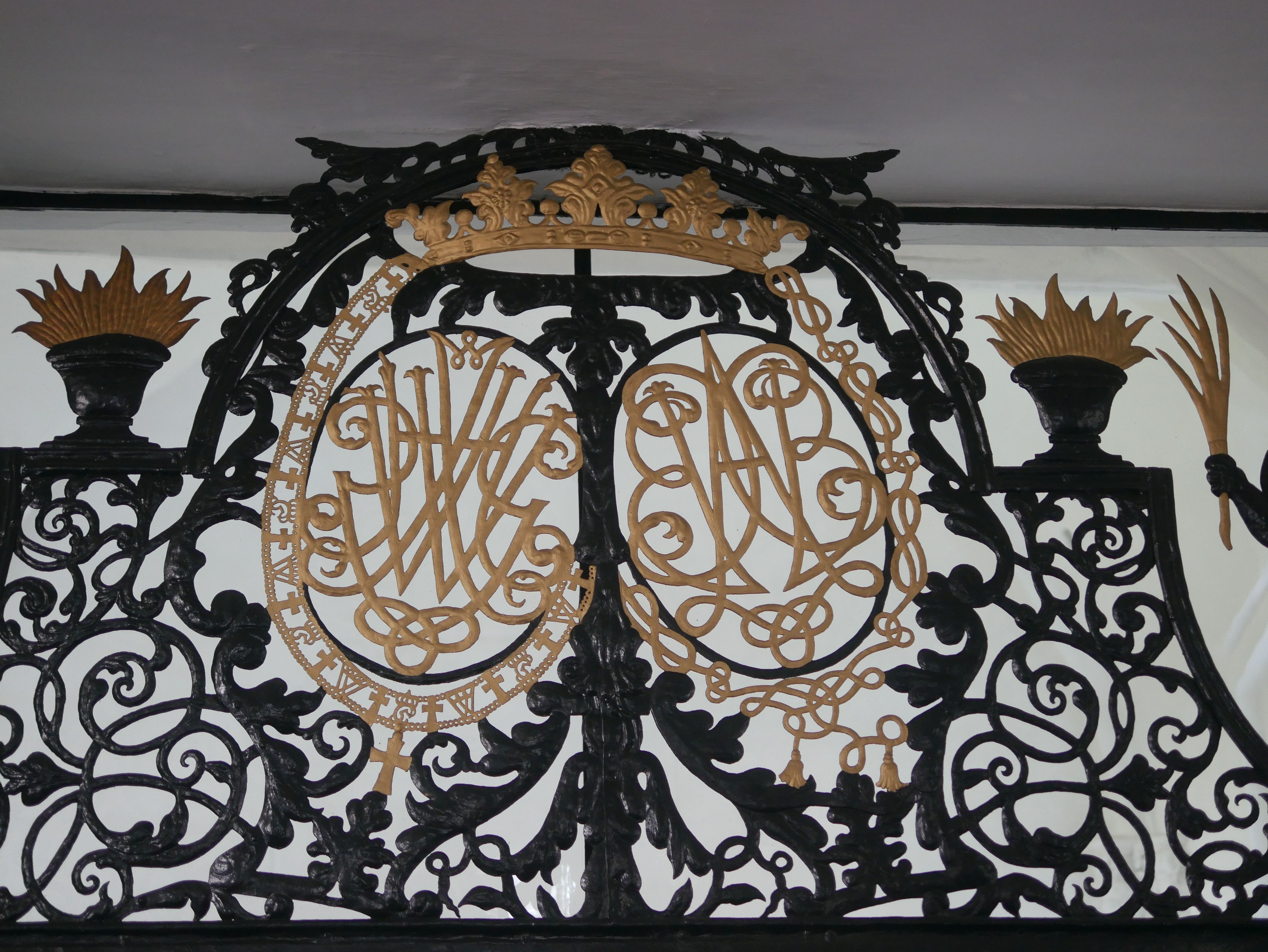
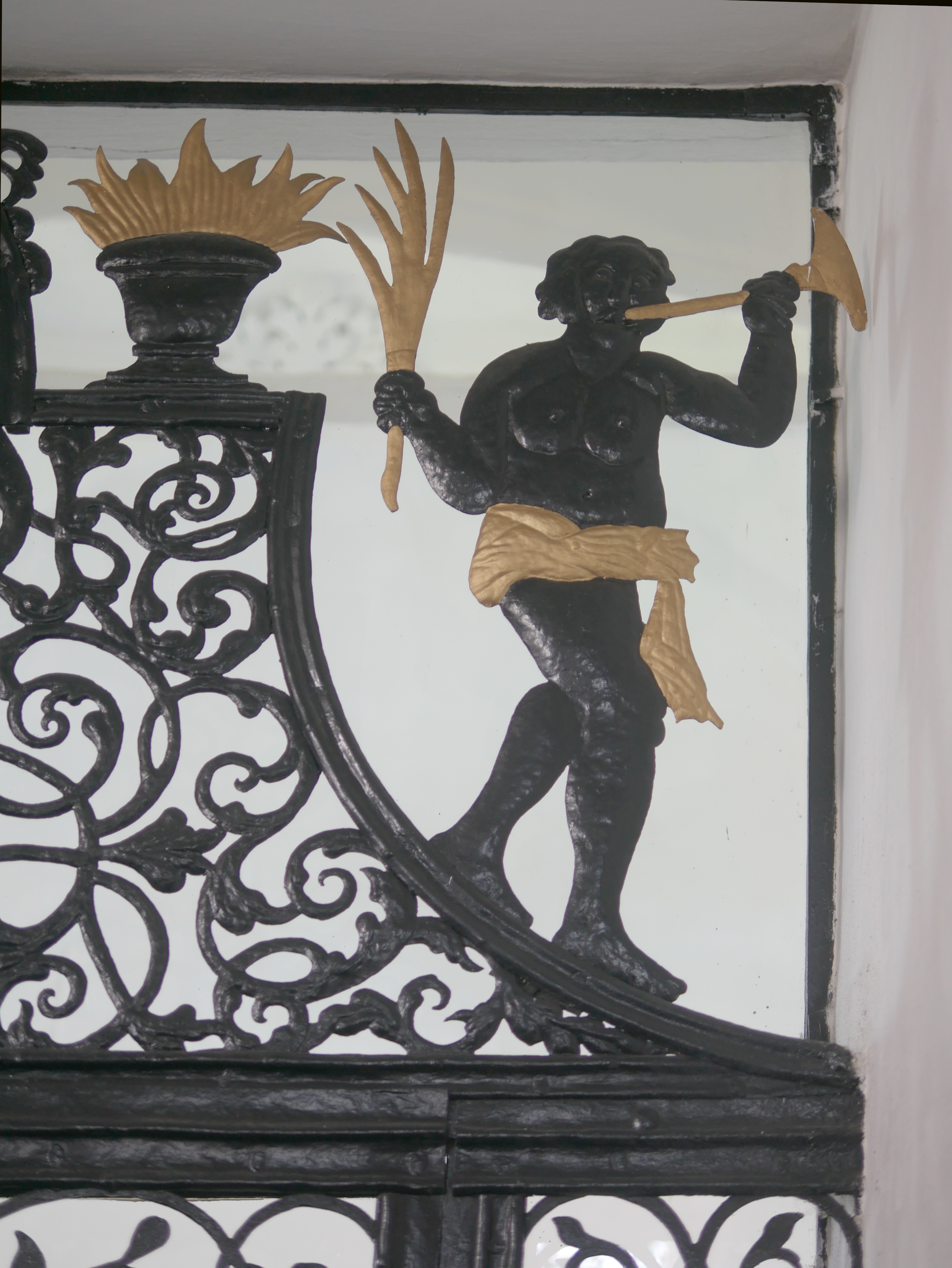
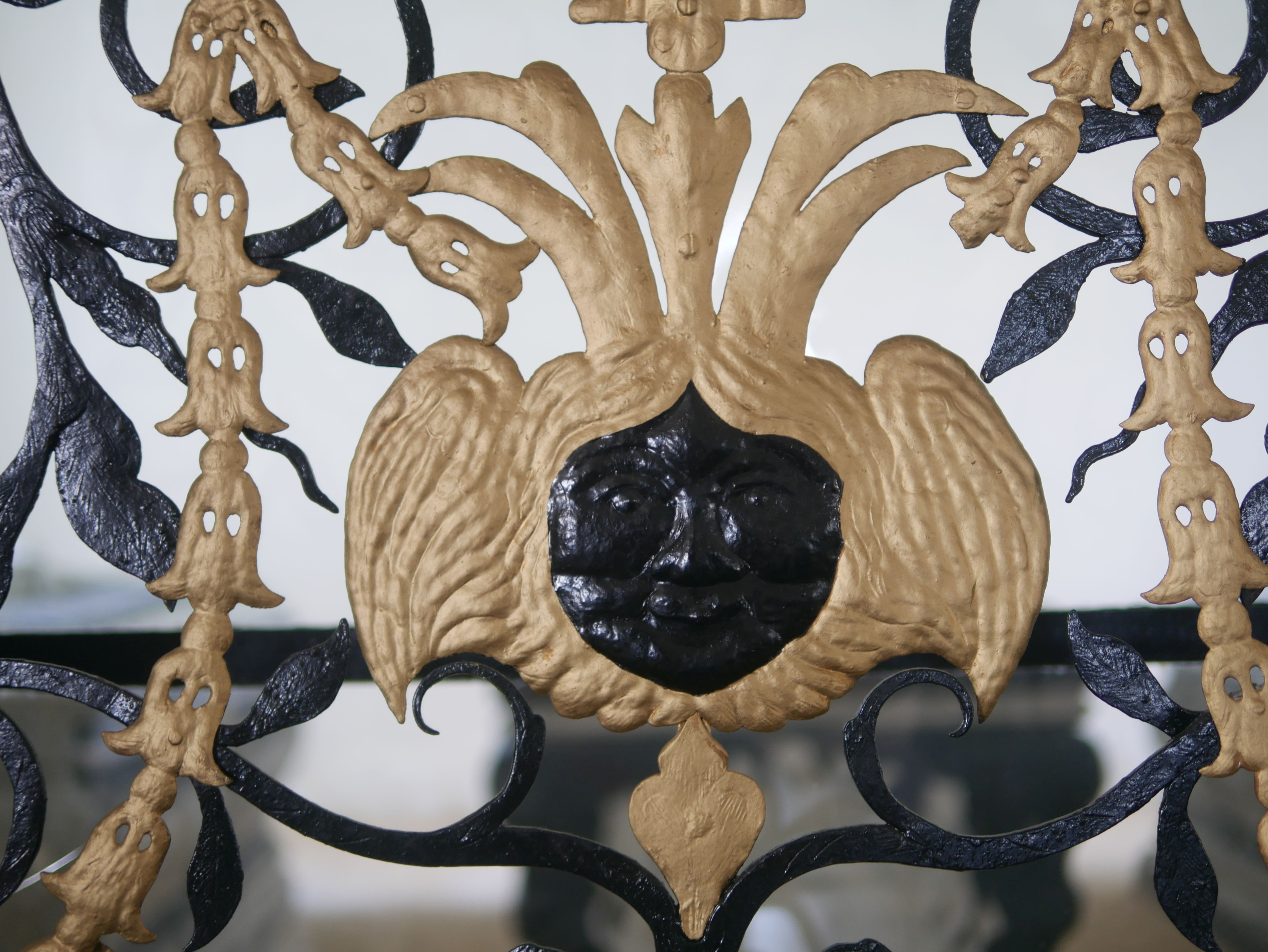